# 国鉄セム3750形貨車
国鉄セム3750形貨車（こくてつセム3750がたかしゃ）は、かつて、日本国有鉄道（国鉄）およびその前身である鉄道省等に在籍した15 t 積の石炭車である。

## 概要
1943年（昭和18年）5月1日に小倉鉄道が戦時体制により国有化され、小倉鉄道に在籍していたセム1形（小倉鉄道の形式名であり同名の鉄道省セム1形とは異なる。）110両（セム1 - セム110）は新形式名セム3750形（セム3750 - セム3859）に改められた。中途半端な形式番号であるが当時鉄道省にはセム3700形（セム3700 - セム3711）が在籍していた為その続番と思われる。
同年7月1日には更に産業セメント鉄道が国有化されセム1形（産業セメント鉄道の形式名であり同名の鉄道省セム1形とは異なる。）3両（セム1 - セム3）セムフ1形1両（セムフ1）が本形式に編入（セム3860 - セム3863）された。
以上合計114両のセム3750形全車が門司鉄道局へ配属され運用された。 
戦後の1947年（昭和22年）5月に「貨車特別廃車」の対象形式に指定され、1955年（昭和30年）11月15日に最後まで在籍した2両（セム3803・セム3825）が廃車になり同時に形式消滅となった。